# Juan García Atienza
Juan García Atienza (Valencia, 18 de julio de 1930-Madrid, 16 de junio de 2011) fue un escritor, guionista, director de cine y documentalista español.

## Biografía
Juan García Atienza nació en Valencia el 18 de julio de 1930. Estudió Filología Románica en la Universidad Complutense de Madrid, alternando dichos estudios con cursos de cinematografía en la Escuela de Cine, y escribiendo crítica cinematográfica en distintas revistas especializadas. Al poco tiempo consiguió una beca del Instituto de Filmología de La Sorbona y fue a París, donde se empapó de todo el cine que se exhibía en la ciudad en aquel momento.
De vuelta a España empezó a escribir guiones y trabajó como ayudante de dirección en unas treinta películas, entre ellas Sócrates, de Roberto Rossellini.
En 1962 dirigió su única película, Los dinamiteros, un divertido filme en blanco y negro basado en el neorrealismo italiano de filmes como Rufufú. Los dinamiteros contaba las aventuras de tres entrañables ancianos (uno de los cuales era interpretado por Pepe Isbert) que, hartos de la miseria que cobraban cada mes de su mutualidad, deciden atracarla para darse, con el dinero obtenido, los caprichos que nunca se habían podido dar. La película se estrenó en 1963, y pese a su calidad y a sus indudables méritos pasó casi completamente desapercibida por todos.
Durante los años siguientes, Atienza siguió escribiendo guiones y ahondó en el género de la ciencia ficción, escribiendo innumerables cuentos y relatos cortos. En 1967 la editorial EDHASA le publicó algunos de esos cuentos en dos volúmenes que se titularon La máquina de matar y Los viajeros de las gafas azules, dentro de la colección Nebulae, especializada en el género. También Ediciones Acervo le publicó diversos relatos cortos y cuentos, y el nombre de Atienza comenzó a sonar firmemente entre los entusiastas del género.
A principios de los años 70 fue llamado por Televisión Española para realizar un programa informativo diario en la recién estrenada segunda cadena. El programa duró dos meses tan sólo, pero sirvió para que Atienza entrara en los engranajes de la televisión como colaborador, y al poco tiempo se hizo cargo de una serie de documentales sobre costumbres ancestrales españolas.
Poco después, en 1971, rodó una serie llamada Los paladines, que fue emitida en 1972. Se trataba de una coproducción de Televisión Española con la televisión alemana, una serie de aventuras histórica situada en la España de la Reconquista y protagonizada por tres hombres unidos por el azar: el hijo cristiano de un señor feudal, un campesino y un noble musulmán, que sellan un pacto de amistad y se comprometen a ser paladines tanto de moros como de cristianos.
Los documentales de televisión y la propia serie Los paladines sirvieron para que Atienza fuera descubriendo una España que estaba oculta a la mayoría de los españoles. En su deambular filmando lugares apartados y costumbres ancestrales y mitos y leyendas de todo tipo, Atienza empezó a acumular abundantes datos sobre templarios, la Atlántida, hechos malditos, leyendas populares, el Camino de Santiago, historias de reyes y reinas, además del material suficiente para confeccionar toda una serie de guías de España heterodoxas, desde la guía judía hasta la de mitos y leyendas, así como la de recintos sagrados, que incluía una nueva visión del origen y significado de muchas de las esculturas de nuestras catedrales.
La editorial Martínez Roca publicó su heterodoxa obra, y durante los siguientes veinte años Juan García Atienza realizó innumerables viajes a lo largo y ancho de España, recorriéndola casi palmo a palmo, y escribió una treintena de libros sobre esos temas que le proporcionaron gran solvencia y reputación internacional y la traducción de buena parte de su obra a otros idiomas. Hoy en día Juan García Atienza es considerado una autoridad en la España secreta, esotérica y mágica, y sus textos son estudiados en muchas universidades.
Falleció en Madrid el 16 de junio de 2011, a los 80 años de edad.

## Obras
- La forja de un linaje (2009)
- El legado templario (2007)
- La historia no contada (2007)
- Isabel II La reina caprichosa (2005)
- Los enclaves templarios (2002)
- Regina Beatissima. La leyenda negra de Isabel la Católica (2002)
- El cáliz de la discordia (2001)
- Diccionario Espasa de la alquimia (2001)
- Leyendas insólitas (2001)
- El misterio de los templarios (2000)
- El compromiso (2000)
- Leyendas históricas de España y América (1999)
- Caballeros Teutónicos (1999)
- Leyendas del camino de Santiago (1998)
- La cara oculta de Felipe II (1998)
- Fiestas populares e insólitas (1997)
- Caminos de Sefarad (1994)
- Los peregrinos del Camino de Santiago (1993)
- El libro de los dioses (1992)
- La ruta sagrada (1992)
- Monjes y monasterios españoles en la Edad Media. De la heterodoxia al integrismo (1992)
- La historia no contada (1989)
- Santoral diabólico (1988)
- Guía de la España griálica (1988)
- Guía de la inquisición en España (1988)
- Guía de la España templaria (1987)
- Claves mágicas de la historia (1987)
- Guía de las brujas en España (1986)
- Guía de los recintos sagrados españoles (1986)
- Guía de leyendas españolas (1985)
- Guía de los heterodoxos españoles (1985)
- Guía de los pueblos malditos españoles (1985)
- En busca de la historia perdida (1983 )
- La mística solar de los templarios (1983)
- Segunda Guía de la España mágica (1982)
- Guía de la España mágica (1981)
- La gran manipulación cósmica (1981)
- La meta secreta de los templarios (1979)
- Guía judía de España (1978)
- Los supervivientes de La Atlántida (1978) Nota: Albert Slosman escribió un libro con un título parecido el mismo año: Les Survivants de l'Atlantide (1978)[2]
- Los santos imposibles (1977)
- Crónica sin tiempo del Rey Conquistador
- La máquina de matar
- Los viajeros de las gafas azules

## Argumentos para películas
- El turista (1963)